# هوغو هيجيراس
هوغو هيجيراس هو مبارز بالسيف بيروفي، مثّل بلاده في الألعاب الأولمبية الصيفية 1948.

## روابط رياضية
هوغو هيجيراس على موقع أوليمبيديا (الإنجليزية)